# Arbeitskreis Militär und Sozialwissenschaften
Der Arbeitskreis Militär und Sozialwissenschaften e.V. (AMS) mit Sitz in Wesseling ist ein seit 1971 bestehendes militärsoziologisches Forschungsnetzwerk. Vorsitzender ist seit 2017 der Militärsoziologe Martin Elbe.

## Zweck
Der Arbeitskreis versteht sich als „Informations- und Kommunikationsforum“ für militärsoziologische Fragestellungen. Er ergründet aus sozialwissenschaftlicher Perspektive die Beziehung zwischen Militär, Staat und Gesellschaft im nationalen und internationalen Kontext. Dabei unterstützt er auch die Einbringung der erworbenen Erkenntnisse in Forschung, Lehre und Publizistik. Ideell lehnt er sich an das durch Morris Janowitz begründete Inter-University Seminar on Armed Forces and Society (IUS) in Chicago, Illinois an.

## Geschichte
Der Arbeitskreis Militär und Sozialwissenschaften wurde im Oktober 1971 in der Hermann Ehlers Akademie in Kiel gegründet. Zur Gründungstagung der Militärsoziologen, an der auch Politikwissenschaftler, Psychologen und Offiziere anwesend waren, hatte der damalige Wehrbeauftragte des Deutschen Bundestages, Fritz-Rudolf Schultz, eingeladen. Sie wurde geleitet durch den nachmaligen Direktor des Sozialwissenschaftlichen Institutes der Bundeswehr (SOWI), Bernhard Fleckenstein. Referenten der ersten Konferenz in Kiel waren u. a. Eckart Busch, Bernhard Fleckenstein, Herbert Feser, Fritz-Rudolf Schultz, Dietmar Schössler, Klaus von Schubert und Wolfgang R. Vogt. Einige Beiträge wurden im Anschluss als Beilage in der Wochenzeitung Das Parlament veröffentlicht.
Dem Anliegen von AMS standen weite Teile der Sozialwissenschaft, die der Friedensforschung verbunden waren, gegenüber. Diese grenzte sich von der Bundeswehr als „kritische“ Bewegung ab. Unterstützung bekam AMS insbesondere von der Politik und Kirche.
Mehrere Jahre war Gerhard Kümmel (Zentrum für Militärgeschichte und Sozialwissenschaften der Bundeswehr) Vorsitzender und Sabine Collmer, † ( George C. Marshall Europäisches Zentrum für Sicherheitsstudien) stellvertretende Vorsitzende des Arbeitskreises. 2017 übernahmen Martin Elbe (Zentrum für Militärgeschichte und Sozialwissenschaften der Bundeswehr) und Maren Tomforde ihre Ämter.
Der im Vereinsregister beim Amtsgericht Brühl eingetragene Verein hat seinen Sitz in Wesseling. Den Ehrenvorsitz hat Paul Klein inne.

## Konferenzen
AMS organisiert jährlich Wissenschaftliche Konferenzen u. a.:
- 1971: Hermann Ehlers Akademie in Kiel
- 1972: Würzburg
- 1973/74: Katholische Akademie Hamburg
- 1975: Evangelische Akademie Tutzing
- 1976: Theodor-Heuss-Akademie in Gummersbach

Letzte Konferenzen:
- 2013: Zentrum für Militärgeschichte und Sozialwissenschaften der Bundeswehr in Potsdam[10]
- 2014: Leibniz-Institut Hessische Stiftung Friedens- und Konfliktforschung in Frankfurt am Main
- 2017: Universität Potsdam

## Mitglieder
Im Jahr 1976 zählte der Arbeitskreis u. a. Wolf Graf von Baudissin, Wilfried von Bredow, Detlef Bald, Dietrich Genschel, Karl-Heinz Harenberg, Bernd C. Hesslein, Paul Klein, Heinz-Ulrich Kohr, Alfred Mechtersheimer, Wido Mosen, Dietmar Schössler, Klaus von Schubert, Franklin Schultheiß und Ralf Zoll zu seinen Mitgliedern.
Derzeit hat AMS über 100 Mitglieder aus den Sozialwissenschaften, aber auch Offiziere und Publizisten.

## Publikationen
AMS gibt regelmäßig einen Newsletter heraus und ist verantwortlich für die seit 1988 im Nomos Verlag erscheinende Reihe Militär und Sozialwissenschaften, an der auch Chance Schweiz – Arbeitskreis für Sicherheitsfragen beteiligt ist. Bisher erschienen 48 Bände von u. a. Detlef Bald, Giuseppe Caforio, Sabine Collmer, Angelika Dörfler-Dierken, Karl W. Haltiner, Paul Klein, Horst Scheffler und Gerhard Kümmel.